# Jim Gaffigan
James Christopher Gaffigan, detto Jim (Barrington, 7 luglio 1966), è un comico e attore statunitense.

## Filmografia parziale

### Attore

#### Cinema
- Entropy - Disordine d'amore (Entropy), regia di Phil Joanou (1999)
- Three Kings, regia di David O. Russell (1999)
- Igby Goes Down, regia di Burr Steers (2002)
- Vero come la finzione (Stranger than Fiction), regia di Marc Forster (2006)
- Stephanie Daley, regia di Hilary Brougher (2006)
- Love Guru (The Love Guru), regia di Marco Schnabel (2008)
- 17 Again - Ritorno al liceo (17 Again), regia di Burr Steers (2009)
- American Life (Away We Go), regia di Sam Mendes (2009)
- 5 giorni fuori (It's Kind of a Funny Story), regia di Ryan Fleck e Anna Boden (2010)
- Amore a mille... miglia (Going the Distance), regia di Nanette Burstein (2010)
- Love Sick Love, regia di Christian Charles (2012)
- Fuga in tacchi a spillo (Hot Pursuit), regia di Anne Fletcher (2015)
- Experimenter, regia di Michael Almereyda (2015)
- Estate a Staten Island (Staten Island Summer), regia di Rhys Thomas (2015)
- The Bleeder - La storia del vero Rocky Balboa (The Bleeder), regia di Philippe Falardeau (2016)
- Lo scandalo Kennedy (Chappaquiddick), regia di John Curran (2017)
- Super Troopers 2, regia di Jay Chandrasekhar (2018)
- Troop zero (Squadra Zero), regia di Bertie Bert (2019)
- Ubriachi d'amore (Drunk Parents), regia di Fred Wolf (2019)
- La prova del serpente (Them That Follow), regia di Britt Poulton e Dan Madison Savage (2019)
- Light from Light, regia di Paul Harrill (2019)
- Verrà il giorno... (The Day Shall Come), regia di Chris Morris (2019)
- Tesla, regia di Michael Almereyda (2020)
- Trappola infernale (Target Number One), regia di Daniel Roby (2020)
- Collide - Destini incrociati (Collide), regia di Mukunda Michael Dewil (2022)
- Peter Pan & Wendy, regia di David Lowery (2023)
- Unfrosted - Storia di uno snack americano (Unfrosted), regia di Jerry Seinfeld (2024)

#### Televisione
- Random Play - serie TV, 3 episodi (1997–1999)
- Law & Order - I due volti della giustizia (Law & Order) - serie TV, episodi 9x04-20x04 (1998-2009)
- Squadra emergenza (Third Watch) - serie TV, episodio 1x12 (2000)
- Welcome to New York - serie TV, 13 episodi (2000–2001)
- Law & Order - Unità vittime speciali (Law & Order: Special Victims Unit) - serie TV, episodio 2x15 (2001)
- Sex and the City – serie TV, episodio 4x03 (2001)
- The Ellen Show - serie TV, 18 episodi (2001–2002)
- Hope & Faith - serie TV, episodio 1x10 (2003)
- Ed - serie TV, 4 episodi (2003-2004)
- That '70s Show - serie TV, 7 episodi (2003-2004)
- Law & Order: Criminal Intent - serie TV, episodi 2x01-7x03 (2002–2007)
- Flight of the Conchords – serie TV, episodio 2x04 (2009)
- Bored to Death - Investigatore per noia (Bored to Death) - serie TV, episodio 2x08 (2010)
- Royal Pains - serie TV, episodio 2x16 (2011)
- Portlandia - serie TV, episodi 3x01-3x08 (2013)
- The Jim Gaffigan Show – serie TV, 23 episodi (2015-2016)
- Full Circle, regia di Steven Soderbergh – miniserie TV (2023)

### Doppiatore
- Word Girl (WordGirl) - serie animata (2007–in corso)
- Marco e Star contro le forze del male (Star vs. the Forces of Evil) - serie animata (2015)
- Hotel Transylvania 3 - Una vacanza mostruosa (Hotel Transylvania 3: Summer Vacation), regia di Genndy Tartakovsky (2018)
- Luca, regia di Enrico Casarosa (2021)
- Hotel Transylvania - Uno scambio mostruoso (Hotel Transylvania: Transformania), regia di Derek Drymon e Jennifer Kluska (2022)

## Spettacoli comici
- Luigi's Doghouse (2001)
- Economics II (2001)
- More Moo Moos (2003)
- The Last Supper (2004)
- Doing My Time (2004)
- Beyond the Pale (2006)
- King Baby (2009)
- Mr. Universe (2012)
- Obsessed (2014)
- Cinco (2017)

## Doppiatori italiani
Nelle versioni in italiano delle opere in cui ha recitato, Jim Gaffigan è stato doppiato da:
- Dario Oppido in Seinfeld, Unfrosted: Storia di uno snack americano
- Angelo Maggi in Tesla, Collide - Destini incrociati
- Oreste Rizzini in Sex and the City
- Riccardo Lombardo in Law & Order: Criminal Intent (ep. 2x01)
- Cesare Rasini in Law & Order: Criminal Intent (ep. 7x03)
- Paolo Marchese in 17 Again - Ritorno al liceo
- Fabrizio Russotto in Super Troopers 2
- Pasquale Anselmo in Ubriachi d'amore
- Carlo Valli in Peter Pan & Wendy
- Francesco Pannofino in Full Circle

Come doppiatore, è sostituito da:
- Angelo Maggi in Hotel Transylvania 3 - Una vacanza mostruosa
- Roberto Certomà in Scooby Doo and Guess Who?
- Luca Argentero in Luca